# Praia fluvial de Palheiros e Zorro
Praia Fluvial de Palheiros e Zorro (panorâmica)
A Praia fluvial de Palheiros e Zorro (por vezes apelidada "praia fluvial de Torres do Mondego") localiza-se na freguesia de Torres do Mondego em Coimbra, Portugal. 40° 12' 10" N 8° 21' 55" O
Criada em 1997 e apetrechada com as infraestruturas essenciais, esta praia é servida pelo rio Mondego. O acesso principal é feito pela povoação de Palheiros, na margem esquerda do rio, embora também seja possível o acesso pela margem direita, usando a ponte pedonal. O areal disponibiliza churrasqueiras e mesas de piquenique. A praia fluvial coloca também à disposição um bar com alguns petiscos incluindo a especialidade local, os caracóis.
A praia é ainda zona de recreação de kayaking, canoagem, pesca, caminhada, BTT e vólei de praia. Em época balnear, entre Julho e Setembro, no primeiro fim de semana de cada mês, é palco de concertos gratuitos e projeções de cinema organizados pelo festival Roque no Rio.

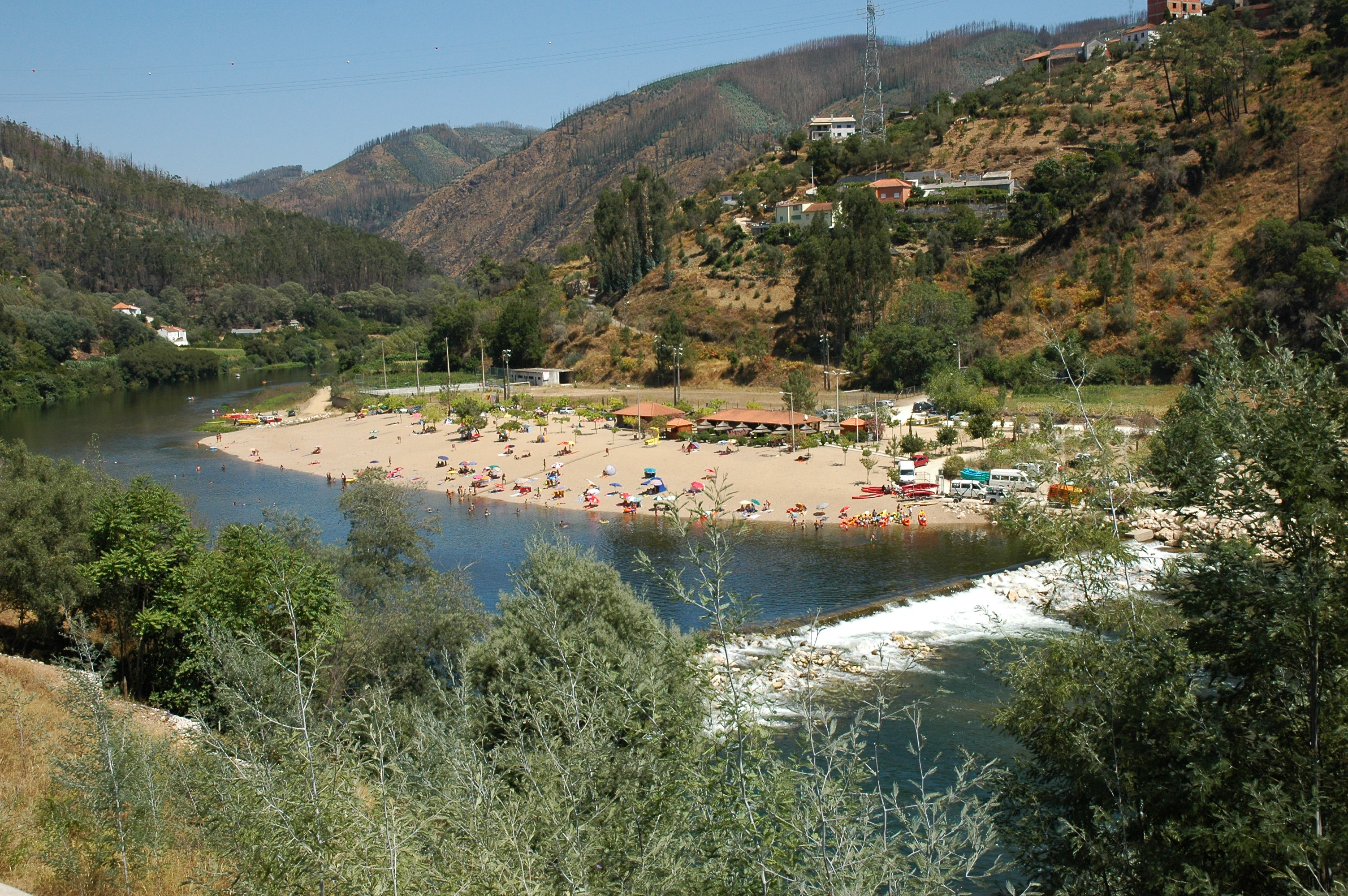
Praia Fluvial de Palheiros e Zorro (Tarde)
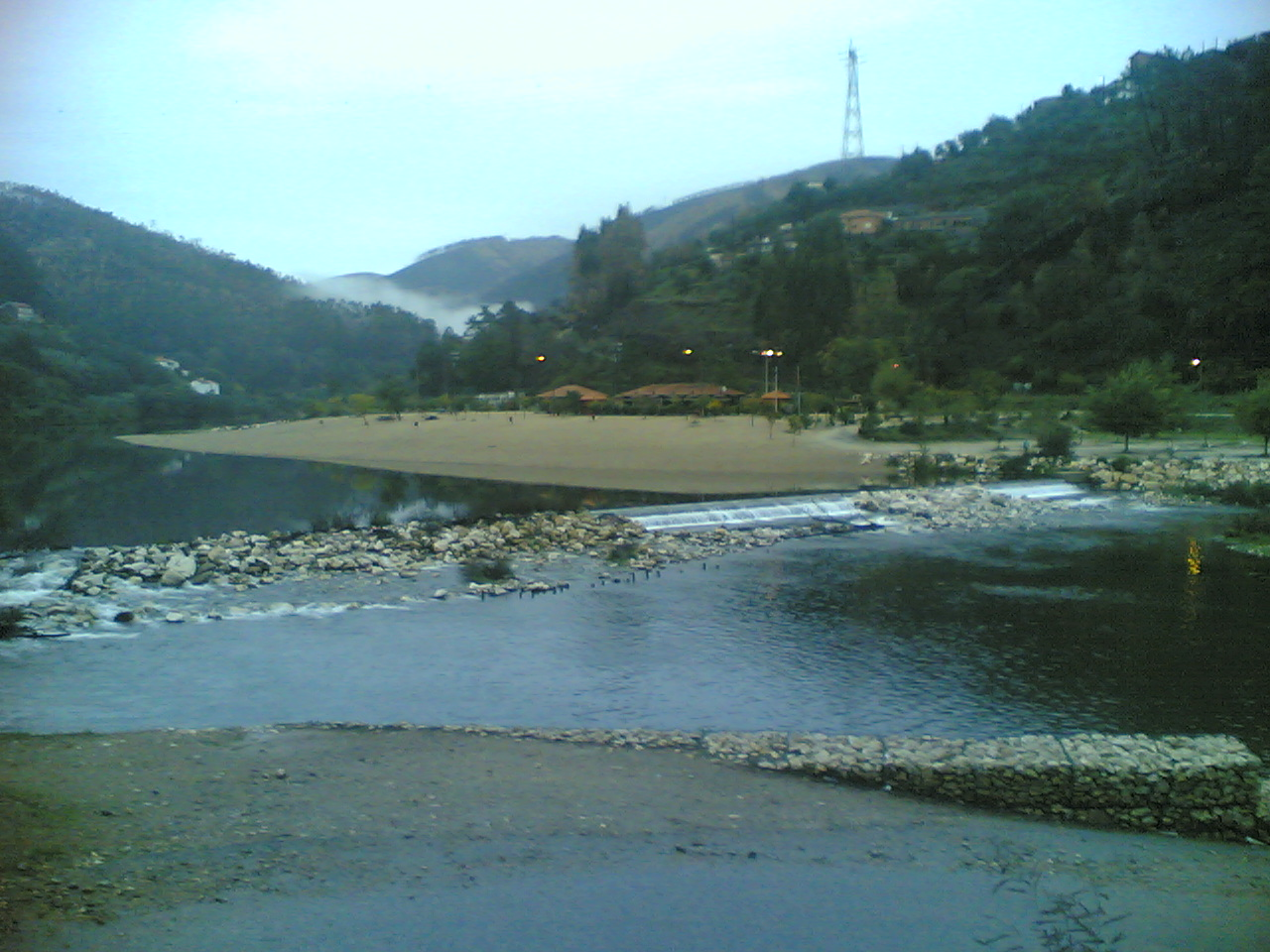
Praia Fluvial de Palheiros e Zorro (Manhã)
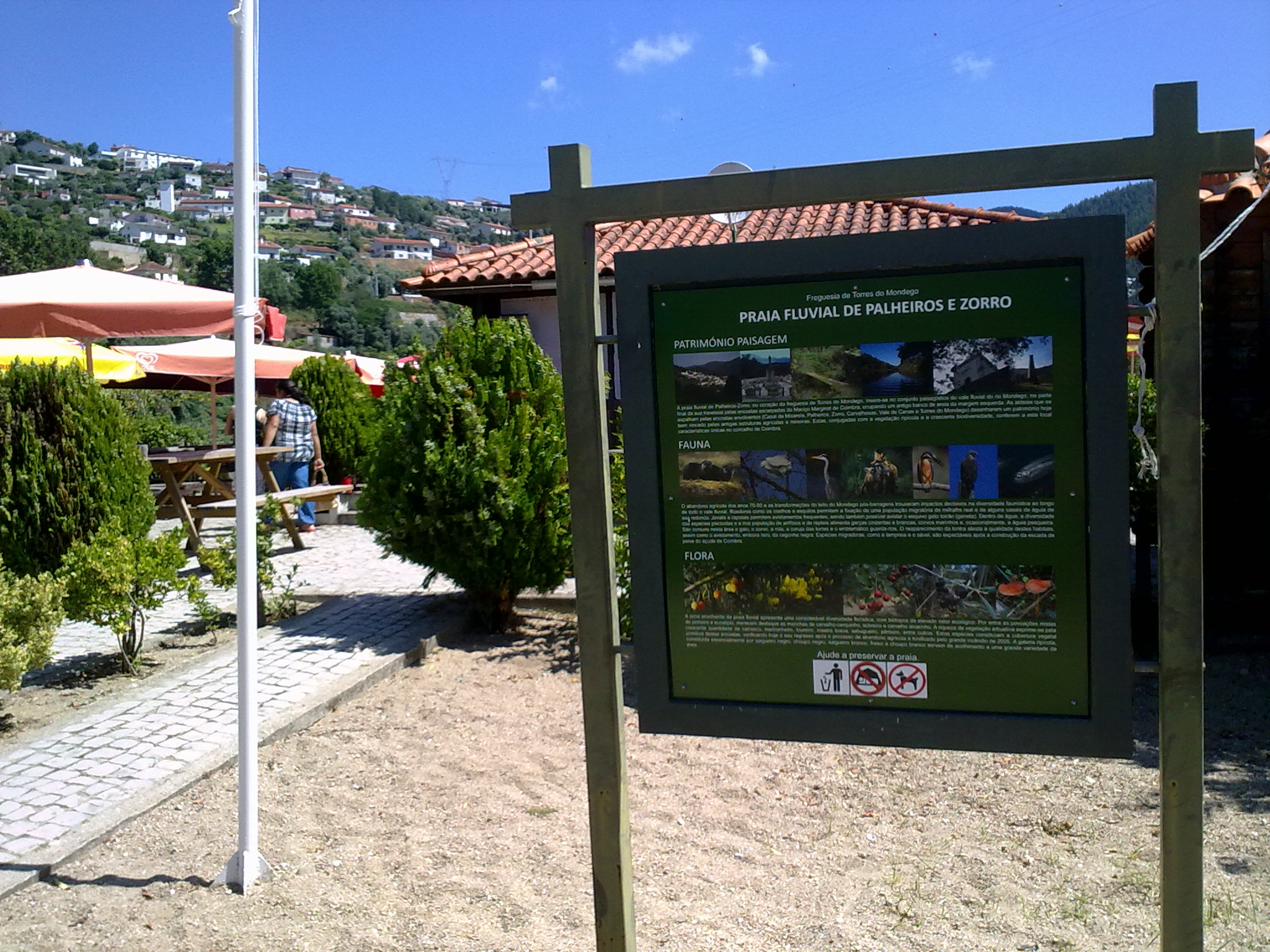
Tabuleta
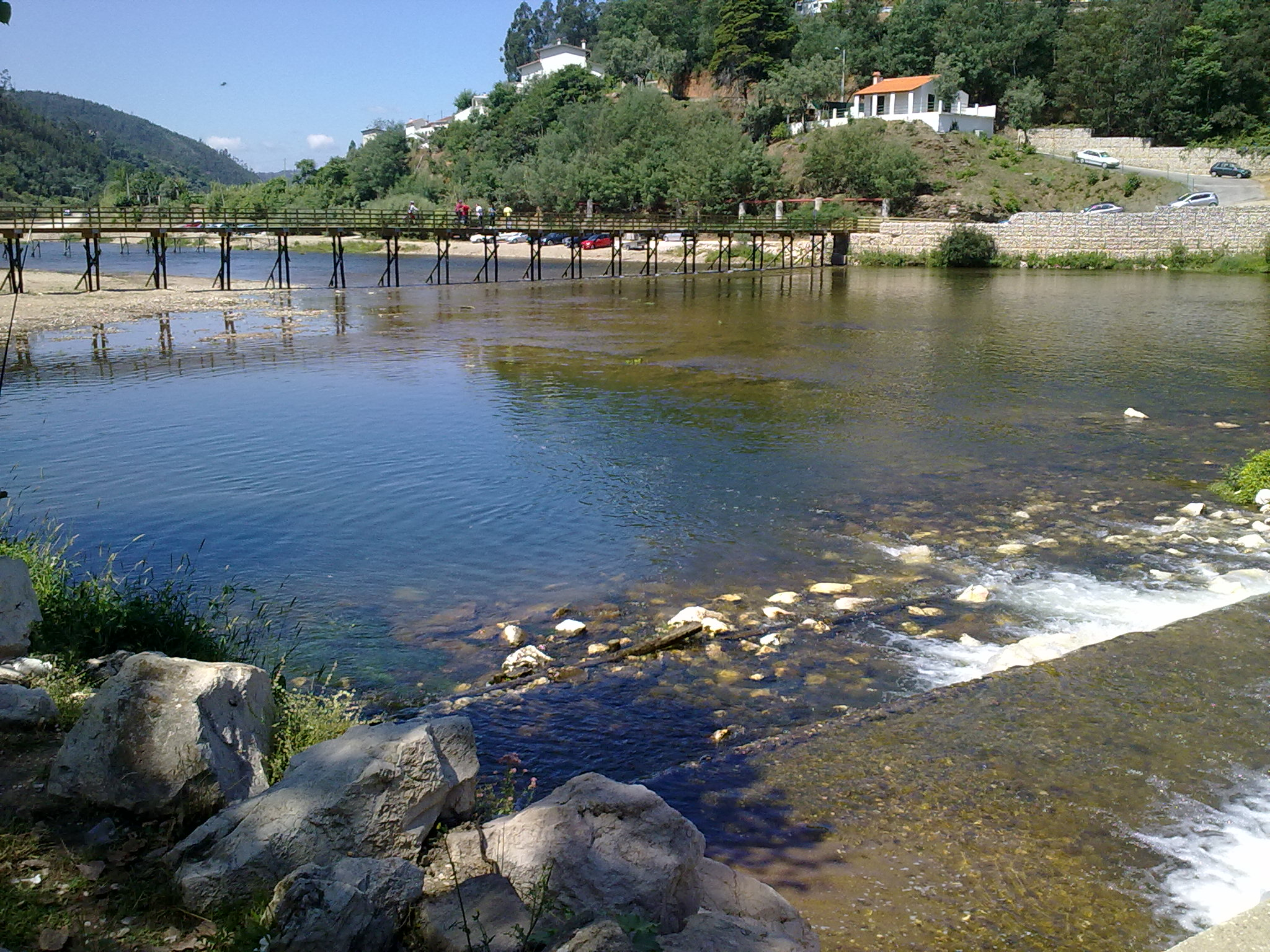
Nova Ponte (inaugurada a 30 de Junho de 2012[4])
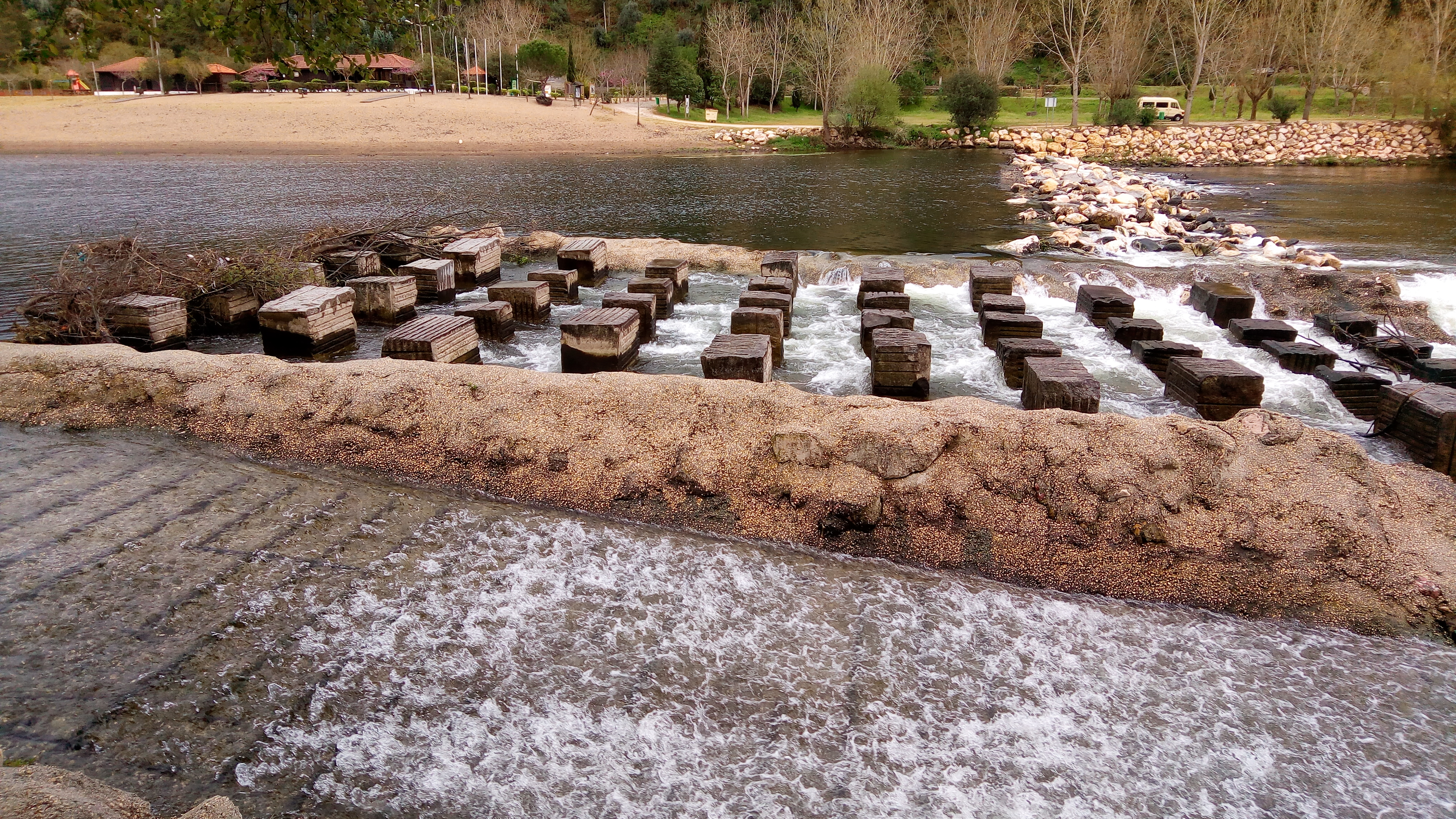
Escada de peixe e área para descida controlada de canoas, construídas em 2015[5])

Em 2012 a praia é candidata ao concurso "7 Maravilhas – Praias de Portugal", estando equacionada a sua inscrição na Bandeira Azul e no projecto Praia Acessível.